# Llista de comtats de Nou Hampshire

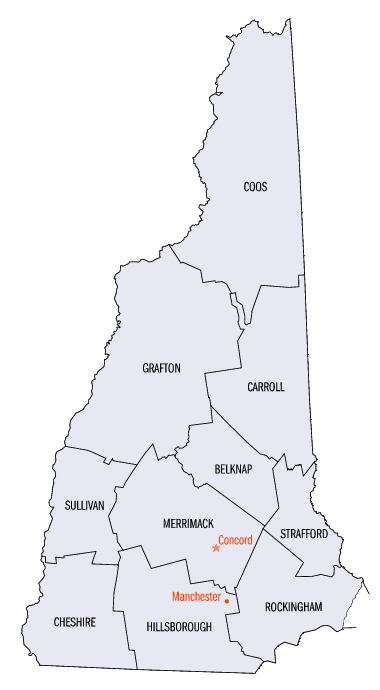
Mapa dels comtats de Nou Hampshire

L'estat nord-americà de Nou Hampshire s'organitza en deu comtats. Cinc dels quals van ser creats el 1769, quan Nou Hampshire encara era una colònia anglesa i no un estat. Els darrers comtats en crear-se foren el comtat de Belknap i el comtat de Carroll, el 1840.
La majoria dels comtats van rebre el nom de persones, llocs o característiques geogràfiques britàniques o nord-americanes prominents. Només el nom d'un dels comtats prové d'una llengua nadiua americana: el comtat de Coös, que rep el nom d'una paraula utilitzada pels cowasuck, una tribu de parla algonquina i que significa "pins petits".
El comtat més poblat de l'estat és el comtat de Hillsborough amb més de 400 mil habitants segons l'estimació del cens de 2024, mentre que el comtat de Coös és el de menys població amb poc més de 31.000 habitants. Coös, encanvi, és el comtat més extens amb una superfície de 4.660 km²  mentre que el d'Strafford és el de menys extensió amb només 960 km² de superfície.
L'abreviació postal de Nou Hampshire és NH i el seu codi FIPS d'estat és el 33.

## Història
El comtat de Norfolk dins la Colònia de la Badia de Massachusetts, es va convertir en el comtat d'Essex a l'actual estat de Massachusetts i en tot l'estat actual de Nou Hampshire.

## Comtats actuals
| Nom del comtat | Seu del comtat      | Data de creació | Origen                                              | Etimologia del nom | Població (2024) | Superfície | Mapa                   |
| -------------- | ------------------- | --------------- | --------------------------------------------------- | --- | --------------- | ---------- | ---------------------- |
| Belknap        | Laconia             | 1840            | A partir dels comtats de Merrimack i Strafford.     | Per Jeremy Belknap, historiador dels primers temps de Nou Hampshire.                                                                                         | 65.257          | 1.039 km²  | Comtat de Belknap      |
| Carroll        | Ossipee             | 1840            | A partir del comtat de Strafford.                   | Per Charles Carroll de Carrollton, ric agricultor de Maryland i un dels primers en advocar en favor de la independència envers el Regne de la Gran Bretanya. | 52.580          | 2.419 km²  | Comtat de Carroll      |
| Cheshire       | Keene               | 1769            | Un dels cinc comtats originals.                     | Pel comtat anglès de Cheshire. | 78.078          | 1.834 km²  | Comtat de Cheshire     |
| Coös           | Lancaster           | 1803            | A partir del comtat de Grafton.                     | Per una paraula algonquina que significa "pins petits". | 31.094          | 4.665 km²  | Comtat de Coös         |
| Grafton        | Haverhill           | 1769            | Un dels cinc comtats originals.                     | Per Augustus FitzRoy, tercer duc de Grafton. Primer ministre de la Gran Bretanya.                                                                            | 93.045          | 4.439 km²  | Comtat de Grafton      |
| Hillsborough   | Manchester i Nashua | 1769            | Un dels cinc comtats originals.                     | Per Wills Hill, primer comte de Hillsborough, que va exercir com a primer secretari d'estat per a les colònies.                                              | 430.462         | 2.269 km²  | Comtat de Hillsborough |
| Merrimack      | Concord             | 1823            | A partir dels comtats de Hillsborough i Rockingham. | Pel riu Merrimack que travessa el comtat. | 157.869         | 2.419 km²  | Comtat de Merrimack    |
| Rockingham     | Brentwood           | 1769            | Un dels cinc comtats originals.                     | Per Charles Watson-Wentworth, segon marquès de Rockingham, dos cops primer ministre de la Gran Bretanya.                                                     | 322.433         | 1.800 km²  | Comtat de Rockingham   |
| Strafford      | Dover               | 1769            | Un dels cinc comtats originals.                     | Per William Wentworth, segon comte de Strafford, un noble anglès propietari de terres colonials.                                                             | 134.202         | 956 km²    | Comtat de Strafford    |
| Sullivan       | Newport             | 1827            | A partir del comtat de Cheshire.                    | Per John Sullivan, dos cops governador de Nou Hampshire. | 44.012          | 1.391 km²  | Comtat de Sullivan     |